# 기술공예박물관 (프랑스)
기술공예박물관(프랑스어: Musée des Arts et Métiers)은 프랑스 파리에 있는 산업 디자인 박물관이다. 1794년 설립되어 프랑스 국립기술공예원이 소장하는 과학 기구와 발명품 등을 전시하고 있다. 레옹 푸코가 1851년 사용한 원본 진자, 프레데리크 오귀스트 바르톨디의 자유의 여신상의 제작 견본, 클레망 아데르와 루이 블레리오가 제작한 초창기 비행기, 파스칼 계산기 등을 소장하고 있다.

## 소장품
- 2005년 전시 중인 푸코의 진자
- 클레망 아데르의 아비옹 3호
- 블레즈 파스칼의 기계식 계산기
- 1985년 슈퍼컴퓨터 크레이-2